# Riedel (drankenfabrikant)

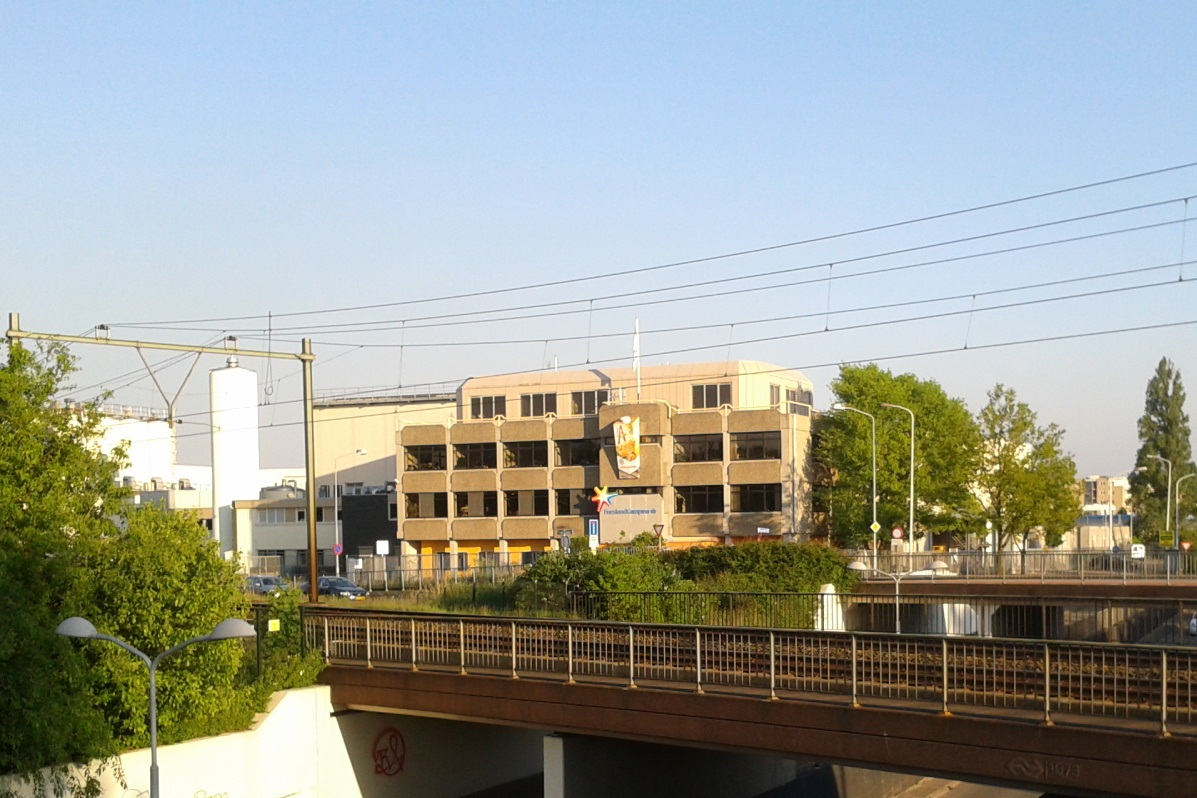
Fabriek van Riedel in Ede (2013)

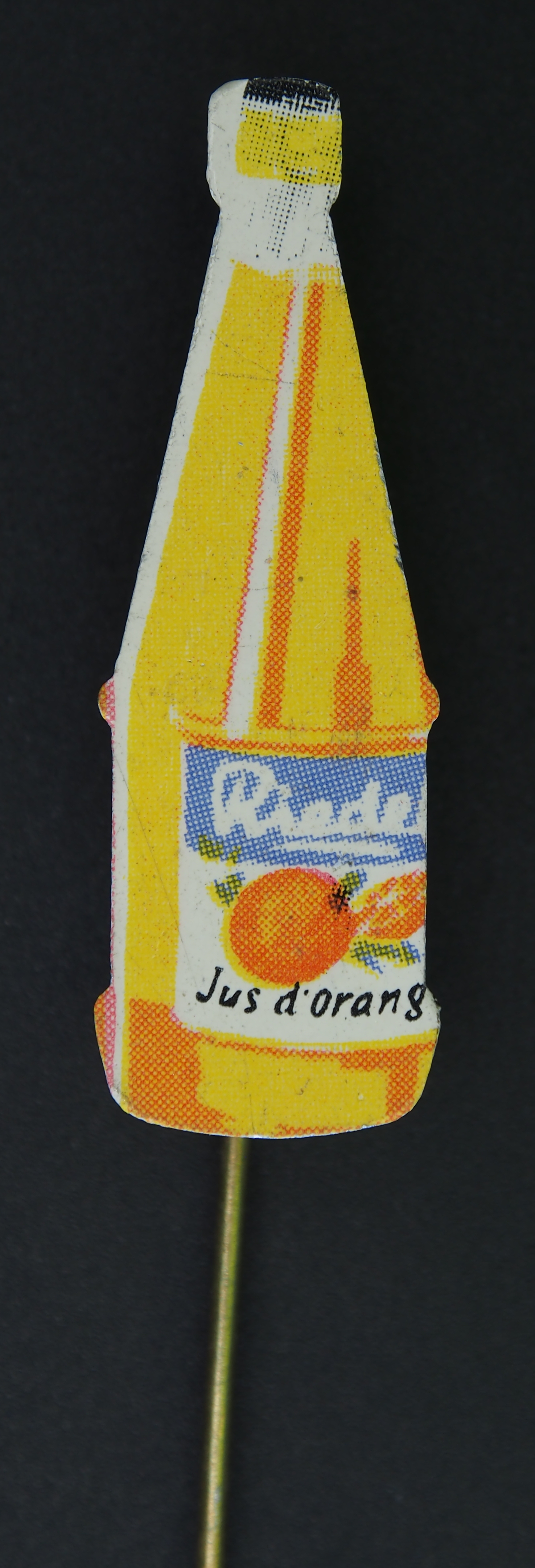
Oud reclamespeldje van Riedel

Riedel is een in Ede gevestigde drankenfabrikant. Het maakte als FrieslandCampina Riedel B.V. lange tijd deel uit van FrieslandCampina. Riedel produceert Appelsientje, Taksi, CoolBest, DubbelFrisss en Extran. De fabriek is gevestigd in Ede vanwege de goede kwaliteit van het grondwater aldaar. Sinds 2017 is het bedrijf eigendom van de Nederlandse investeringsmaatschappij 'Standard Investment'.

## Geschiedenis
Riedel is sinds 1879 actief in de productie van mineraalwaters, vruchtenlimonades en vruchtendranken. Riedel was ook de naam van een  merk sinas, rond 1953 geïntroduceerd in een grote literfles. In 1973 introduceerde het bedrijf onder de merknaam Appelsientje zijn eerste vruchtensappen verpakt in kartonnen pakken. Taksi kwam in 1985 op de markt. In 1995 volgde CoolBest, het eerste gekoelde vruchtensap in Nederland, en DubbelFrisss in 1996.
In 2017 werd Riedel voor een niet bekendgemaakt bedrag overgenomen door Standard Investment. Dit is een Amsterdamse investeringsmaatschappij die zich richt op kleine en middelgrote bedrijven in Nederland en België. Ze heeft onder meer belangen in 'Dutch Bakery' en in de Nederlandse tak van fastfoodketen Burger King.

## Activiteiten
Riedel is in Nederland marktleider op het gebied van vruchtensappen en vruchtendranken en realiseert hiermee een jaaromzet van 125 miljoen euro. Het bedrijf telt ongeveer 200 medewerkers.

### Merken en assortiment
Riedel is met name bekend van een serie vruchtensappen, die elk onder een eigen naam werden verkocht. Binnen deze serie werden regelmatig nieuwe varianten geïntroduceerd en reeds bestaande varianten uit productie genomen. Oorspronkelijk was er een aparte merknaam voor elk type vruchtensap: Appelsientje voor sinasappelsap, Goudappeltje voor appelsap, Fruitdruifje voor druivensap en Zontomaatje voor tomaten sap. Later werden de vruchtensappen onder de gezamenlijke merknaam Appelsientje verkocht, voorzien van een eenvoudige toevoeging om het soort sap aan te duiden, zoals Appelsientje Appel. In 2006 heeft Riedel gedeeltelijk de oude merknamen weer van stal gehaald. Zo werd Appelsientje Appel omgedoopt tot Appelsientje Goudappel. In 2012 is het assortiment uitgebreid met een serie frisdranken, onder de naam Appelsientje Sprankelfruit.
CoolBest is een reeks vruchtensappen die van productie tot verkoop voortdurend gekoeld wordt. Vanaf 1 januari 2020 neemt Riedel de gekoelde sappen, Hero Sappen en Hero FruitOntbijt, over van Hero Nederland. Hiermee verstevigt Riedel haar positie in het koelverse sapsegment. Van de Hero producten worden zo’n zes miljoen flessen per jaar verkocht.

## Varia
- In 2020 is Appelsientje 'Vers Geperst' genomineerd geweest voor het Gouden Windei van voedselwaakhond Foodwatch. Appelsientje beweerde dat hun sap 'vers geperst' is, maar het sap was lang houdbaar en komt uit concentraat. Dit wordt versterkt door de transparante fles en de plaatsing in het koelschap van de supermarkt.[4]